# Wilhelm Ott
Wilhelm Ott (* 12. April 1886 in Wettenhausen bei Günzburg; † 6. Januar 1969 in Walkertshofen bei Schwabmünchen) war ein deutscher Politiker und 1945 kommissarischer Oberbürgermeister der Stadt Augsburg.

## Biografie
Ott wurde als Sohn eines Gastwirts und Posthalters geboren und studierte nach der Schulzeit an den Universitäten in München und Erlangen Jura. Nach der Staatsprüfung im Jahr 1912 war er zunächst Assessor bei der Eisenbahndirektion Augsburg. Seit August 1919 war er berufsmäßiger Stadtrat in verschiedenen Referaten der Augsburger Stadtverwaltung und ab 1939 Stadtkämmerer.
Am 28. April 1945 wurde er durch die Besatzungsmacht im Gebäude der Reichsbahndirektion am Prinzregentenplatz zum kommissarischen Bürgermeister von Augsburg ernannt. Den von den Offizieren vorgeschlagenen Titel „Oberbürgermeister“ lehnte er ab. Bereits am 31. August 1945 wurde er wieder aus dem Amt entlassen, nachdem er sich mit der Militärregierung in der Frage der Entnazifizierung der Verwaltung überworfen hatte. Danach war Ott von April bis Oktober 1946 Polizeireferent bei der Regierung von Schwaben und anschließend bis Mai 1958 Finanzreferent der Stadt.
Er war Mitglied der katholischen Studentenverbindungen KStV Rhenania Erlangen und KStV Ottonia München.